# Färöischer Fußballpokal 2016
Der Färöische Fußballpokal 2016, ebenfalls bekannt als Løgmanssteypið 2016, fand zwischen dem 24. März und 27. August 2016 statt und wurde zum 62. Mal ausgespielt. Im Endspiel, welches im Tórsvøllur-Stadion in Tórshavn auf Kunstrasen ausgetragen wurde, siegte KÍ Klaksvík im Elfmeterschießen gegen Titelverteidiger Víkingur Gøta. Zudem nahm KÍ Klaksvík dadurch an der 1. Qualifikationsrunde zur UEFA Europa League 2017/18 teil.
KÍ Klaksvík und Víkingur Gøta belegten in der Meisterschaft die Plätze zwei und eins. Für KÍ Klaksvík war es der sechste Sieg bei der 15. Finalteilnahme, für Víkingur Gøta die erste Niederlage bei der fünften Finalteilnahme.

## Teilnehmer
Teilnahmeberechtigt sind alle 18 A-Mannschaften der vier färöischen Ligen. Im Einzelnen sind dies:
| Effodeildin | 1. Deild                                                      | 2. Deild                | 3. Deild  |
| --- | ------------------------------------------------------------- | ----------------------- | --------- |
| AB Argir B36 Tórshavn B68 Toftir HB Tórshavn ÍF Fuglafjørður KÍ Klaksvík NSÍ Runavík Skála ÍF TB Tvøroyri Víkingur Gøta | 07 Vestur B71 Sandur EB/Streymur FC Suðuroy FF Giza/FC Hoyvík | MB Miðvágur Royn Hvalba | Undrið FF |

## Modus
Sämtliche Erstligisten sowie alle Zweitligisten bis auf FC Suðuroy waren für die 1. Runde gesetzt. Die verbliebenen unterklassigen Mannschaften spielten in einer Runde die restlichen beiden Teilnehmer aus. Alle Runden werden im K.-o.-System ausgetragen.

## Qualifikationsrunde
Die Partien der Qualifikationsrunde fanden am 24. und 26. März statt.
|             | Ergebnis     |             |
| ----------- | ------------ | ----------- |
| FC Suðuroy  | 14:2 (3:0) 1 | Royn Hvalba |
| MB Miðvágur | 0:2 (0:1)    | Undrið FF   |

## 1. Runde
Die Partien der 1. Runde fanden am 23. und 24. April statt.
|                   | Ergebnis     |               |
| ----------------- | ------------ | ------------- |
| FF Giza/FC Hoyvík | 12:0 (1:0) 1 | B68 Toftir    |
| AB Argir          | 1:2 (1:0)    | B36 Tórshavn  |
| EB/Streymur       | 2:1 (0:0)    | 07 Vestur     |
| FC Suðuroy        | 2:3 (1:2)    | Víkingur Gøta |
| HB Tórshavn       | 9:1 (6:0)    | B71 Sandur    |
| ÍF Fuglafjørður   | 0:4 (0:1)    | KÍ Klaksvík   |
| TB Tvøroyri       | 1:2 (1:0)    | NSÍ Runavík   |
| Undrið FF         | 0:6 (0:4)    | Skála ÍF      |

## Viertelfinale
Die Viertelfinalpartien fanden am 7. und 8. Mai statt.
|                   | Ergebnis                         |              |
| ----------------- | -------------------------------- | ------------ |
| FF Giza/FC Hoyvík | 11:2 (0:1) 1                     | Skála ÍF     |
| KÍ Klaksvík       | 2:1 (2:0)                        | B36 Tórshavn |
| NSÍ Runavík       | 2:0 (1:0)                        | EB/Streymur  |
| Víkingur Gøta     | 3:3 n. V. (3:3, 2:2) (4:3 i. E.) | HB Tórshavn  |

## Halbfinale
Die Hinspiele im Halbfinale fanden am 25. und 26. Mai statt, die Rückspiele am 15. Juni.
|             | Gesamt |               | Hinspiel  | Rückspiel |
| ----------- | ------ | ------------- | --------- | --------- |
| Skála ÍF    | 1:2    | Víkingur Gøta | 0:1 (0:0) | 1:1 (1:1) |
| KÍ Klaksvík | 4:1    | NSÍ Runavík   | 4:1 (3:1) | 0:0       |

## Finale
| Paarung        | KÍ Klaksvík – Víkingur Gøta |
| Ergebnis       | 1:1 n. V., 5:3 i. E. |
| Datum          | 27. August 2016 |
| Stadion        | Tórsvøllur, Tórshavn |
| Zuschauer      | 4652 |
| Schiedsrichter | Alex Troleis (Toftir) |
| Tore           | 1:0 Atli Gregersen (14., Eigentor) 1:1 Andreas Olsen (31.) Elfmeterschießen: 1:0 Jóannes Bjartalíð 1:1 Atli Gregersen 2:1 Jákup Andreassen 2:2 Magnus Jarnskor 3:2 Páll Klettskarð 3:2 Erling Jacobsen verschießt 4:2 Niels Pauli Danielsen 4:3 Hanus Jacobsen 5:3 Suni Olsen                          |
| KÍ Klaksvík    | Kristian Joensen – Ísak Simonsen (91. Heðin Klakstein), Jonas Rasmussen , Ahmed Mujdragic, Sørmundur Kalsø, Mayowa Oladele Alli – Jákup Andreasen, Semir Hadzibulic (116. Niels Pauli Danielsen), Jóannes Bjartalíð – Páll Klettskarð, Hjalgrím Elttør (64. Súni Olsen) Cheftrainer: Mikkjal Thomassen |
| Víkingur Gøta  | Túri Géza Tamas – Hanus Jacobsen, Atli Gregersen , Gert Hansen, Erling Jacobsen – Heðin Hansen (102. Jákup Olsen), Sølvi Vatnhamar, Hans Pauli Samuelsen (116. Magnus Jarnskor), Filip Djordjevic – Andreas Olsen, Sorin Anghel (87. Gunnar Vatnhamar) Cheftrainer: Bagge Hentze                       |
| Gelbe Karten   | Ahmed Mujdragic, Jonas Rasmussen, Sørmundur Kalsø – keine |

## Torschützenliste
Bei gleicher Anzahl von Treffern sind die Spieler nach dem Nachnamen alphabetisch geordnet.
| Platz | Spieler                  | Verein            | Tore |
| ----- | ------------------------ | ----------------- | ---- |
| 1     | Jóannes Bjartalíð        | KÍ Klaksvík       | 05   |
| 2     | Øssur Dalbúð             | HB Tórshavn       | 04   |
| 3     | Brian Jacobsen           | Skála ÍF          | 03   |
| 3     | Ari Olsen                | HB Tórshavn       | 03   |
| 3     | Sølvi Vatnhamar          | Víkingur Gøta     | 03   |
| 6     | Búi Egilsson             | FC Suðuroy        | 02   |
| 6     | Poul Ingason             | HB Tórshavn       | 02   |
| 6     | Magnus Jarnskor          | Víkingur Gøta     | 02   |
| 6     | Leivur Joensen           | FF Giza/FC Hoyvík | 02   |
| 6     | Jákup Johansen           | Skála ÍF          | 02   |
| 6     | Pól Jóhannus Justinussen | NSÍ Runavík       | 02   |
| 6     | Teitur Mortensen         | FC Suðuroy        | 02   |
| 6     | Andreas Olsen            | Víkingur Gøta     | 02   |
| 6     | Súni Olsen               | KÍ Klaksvík       | 02   |